# Joseph-André Taschereau
Pour les autres membres de la famille, voir Famille Taschereau.
Joseph-André Taschereau, né le 30 novembre 1806 à Sainte-Marie et mort le 30 mars 1867 à Kamouraska, est un avocat, juge et homme politique canadien.

## Biographie
Né en 1806 en Beauce, il est le fils du seigneur Thomas-Pierre-Joseph Taschereau et de Françoise Boucher de La Bruère de Montarville. Il fait l'apprentissage du droit auprès de Charles Panet, de George Vanfelson et de William Power. Il est admis au barreau du Bas-Canada en 1828. Il exerce la profession d'avocat avec son frère Pierre-Elzéar Taschereau, puis à son propre compte de 1830 à 1843.
Il est élu député de Beauce à la Chambre d'assemblée du Bas-Canada lors de l'élection partielle du 12 décembre 1835 suite à la démission de son frère Pierre-Elzéar. Son mandat prend fin avec la suspension du Parlement, lors de la Rébellion des Patriotes. Sous le nouveau régime de la Province du Canada, il se présente candidat dans Dorchester en 1841 mais il est défait. Il devient surintendant de la police de Québec le 13 avril 1843. Il se porte candidat en 1844 dans Montmorency mais il est de nouveau défait.
Le 21 août 1845, il est nommé solliciteur général du Bas-Canada dans le ministère Draper-Viger. Le 15 septembre 1845, dans une élection partielle déclenchée suite à la mort de son frère, il est élu député de Dorchester. Dans le ministère Draper-Papineau, il désire obtenir le poste de procureur général du Bas-Canada mais n'y parvient pas. Il démissionne alors de son poste de solliciteur le 21 mai 1847 et menace de rejoindre le groupe réformiste canadien. On le nomme plutôt juge de la Cour de circuit et son siège de député devient vacant. En 1852, il devient juge dans le district de Kamouraska. Il est nommé juge à la Cour supérieure de ce district en novembre 1857.
Il est mort à Kamouraska le 30 mars 1867. Il est inhumé dans l'église du Saint-Nom-de-Marie de Sainte-Marie le 3 avril 1867.